# The Ghost and the Darkness
The Ghost and the Darkness (en España: Los demonios de la noche; en Hispanoamérica Garras) es una película que relata una historia verídica acontecida en la región del Tsavo, Kenia, en 1898. Protagonizada por Val Kilmer y Michael Douglas, el largometraje relata el ataque de dos leones a los obreros británicos durante la construcción del ferrocarril en el continente africano.

## Argumento
Londres, transcurre el año 1898. El teniente coronel John Henry Patterson (Val Kilmer), ingeniero de puentes, recibe el encargo de parte del magnate del ferrocarril Robert Beaumont (Tom Wilkinson) de construir un puente para el ferrocarril sobre el río Tsavo, en Kenia, por entonces colonia británica, en un plazo de 5 meses. Patterson fue elegido para ésta misión debido a su experiencia adquirida en la India.
Al llegar allí es alertado por el Doctor Hawthorne (Bernard Hill) de que un león anda rondando por la zona y ha atacado a un obrero, que no recibió heridas graves. Mahina (Henry Cele) presume de haber matado con sus propias manos a un león, aunque más tarde es devorado por uno de ellos. Esa misma noche, Patterson, en compañía de su ayudante Angus Starling (Brian McCardie) mata al león de un solo disparo. Durante unas semanas, las obras transcurren sin incidentes, incluso se van adelantando al plazo de ejecución. Pero desconocen lo que les está acechando en la sabana.
El terror empieza cuando durante varias noches consecutivas algunos obreros aparecen muertos, entre ellos Mahina, presuntamente devorados por un león. Tras esto, deciden construir unos cercados de espinos con hogueras para alejar a los leones y establecer un toque de queda por la noche, ya que es cuando los leones atacan. Durante un tiempo, no hay más ataques. Pero un león vuelve a atacar, esta vez a plena luz del día. Cuando Patterson está a punto de matarle, aparece otro león que lo hiere y mata a su ayudante Starling. Tras esto, y aprovechando que su jefe Beaumont va a visitar la obra, Patterson pide el envío de tropas para así proteger a los obreros de los leones. Para entonces, han muerto alrededor de 30 obreros. Sin embargo, al llegar Beaumont, éste niega a Patterson el envío de soldados, ya que eso haría daño a su reputación, y propone enviar al mítico cazador Charles Remington (Michael Douglas), y amenaza a Patterson con hundir su carrera si no construye el puente a tiempo.
Mientras espera la llegada de Remington, Patterson hace intentos fallidos de cazar a los leones (construye una jaula con una entrada para los leones que se cerrará con ellos dentro; al otro lado, tras gruesos listones de madera habrá tres hombres que dispararán sobre los felinos. Pero la mala construcción y la poca profesionalidad de los encargados de la tarea hace fracasar la trampa que era una buenísima idea pero que ya había fallado en la India y no solo a él, sino también a Charles). Los ánimos se caldean. Los obreros empiezan a rebelarse, cuando aparece Remington y se calman los ánimos. Éste, junto con Patterson, realiza diversos intentos de cazar a los leones y todos fallan. El clímax llega cuando los leones atacan el hospital, matando a todos los enfermos y también al médico. Tras esto, los obreros huyen, quedándose solo unos cuantos, Patterson, Remington, y el nativo Samuel.
Patterson y Remington deciden ir en busca de los leones en vez de esperarles. Al llegar a su guarida, ven que no es una guarida de leones normal, ya que está infestada de esqueletos humanos y la mayoría no muestran signos de haber sido devorados, sino asesinados por los leones, allí deducen que los leones no mataban por necesidad si no por placer, inmediatamente se van de la guarida al darse cuenta de que los leones sabrán que ellos han estado allí. Patterson inventa un artilugio que usó en la India para la caza del tigre, que consiste en poner una especie de andamio en un claro. A la noche, uno de los leones salta sobre Patterson para matarlo, Remington le dispara, muriendo el león en el acto.
Patterson, Remington y Samuel lo celebran. Al amanecer, Patterson descubre que el otro león ha matado a Remington en represalia. Tras esto, incineran los restos de Remington y luego hace arder la sabana para así obligar al león a salir. Cuando el león está a punto de matarle, Patterson le dispara con el rifle de Samuel, acabando así con la pesadilla. La película acaba con el regreso de los obreros, la construcción del puente y el momento en el que John Patterson se encuentra con su esposa Helen (Emily Mortimer) y su primer hijo.

## Elenco
- Val Kilmer como el teniente coronel John Henry Patterson
- Michael Douglas como Charles Remington.
- Brian McCardie como Angus Starling.
- Bernard Hill como el doctor David Hawthorne.
- Tom Wilkinson como Sir Robert Beaumont.
- Emily Mortimer como Helena Patterson.
- Om Puri como Abdullah.
- Henry Cele como Mahina.
- John Kani  como Samuel

## Hechos reales
Basada en la historia real ocurrida en Tsavo, Kenia en 1898, a 400 km de Nairobi donde dos leones actuando en dupla asesinaron y devoraron a más de una treintena de personas; a pesar de que se dice que fueron 135 obreros (el total de atacados y heridos). Los leones asesinos reales come-hombres, eran machos de la variedad sin melena comunes en esa región; pero raros en su especie en el reino animal.  Los leones fueron abatidos por Patterson, sus cuerpos fueron embalsamados y hoy están expuestos en el museo de historia natural de Chicago, Illinois.

## Retrospectiva
Cabe destacar que la película recibió una mala crítica. Se consideró una de los peores trabajos de Michael Douglas, que incluso consideró rechazar el papel en un principio. Los verdaderos leones que atacaron las obras fueron disecados y actualmente están expuestos en el Museo Field, de Chicago. Si bien los leones del Tsavo siempre han sido más agresivos que sus demás congéneres, los ataques realizados por ambos leones superan incluso a los acontecidos por otros leones del Tsavo. No se ha podido dar ninguna explicación sobre el motivo que les impulsó a actuar de esa manera, aunque circula la hipótesis de que al ser machos solitarios simplemente defendían su territorio, aunque aún no se pudo explicar la unión entre dos leones solitarios. Otra hipótesis más científica (y por ende más aceptable) fue que en la época en la que se construyó el ferrocarril hubo una enfermedad que mató a bastantes cebras y gacelas, alimento natural de los leones, por lo que los leones debían buscar otras formas de alimentarse, incluyendo alimentarse de humanos. También podría haber influido el hecho de que a los obreros que morían de forma natural no se les daba sepultura, o una sepultura fácilmente accesible para los leones, por lo que se animaron a cazar humanos vivos.

### Diferencias entre cine y realidad
- Los leones de la película tienen la característica melena, aunque los leones de la región del Tsavo se caracterizan precisamente por no tener melena.
- Patterson tardó nueve meses en matar a los dos leones, y lo hizo solo.[cita requerida]
- En aquel momento el Imperio Británico no competía contra franceses y alemanes por el ferrocarril, ya que era exclusivamente territorio británico, reconocido por las demás naciones; aunque esta competición se puede entender como una carrera internacional como fue la conquista del Everest más que como un conflicto regional;ya que la creación de sistemas para exportar en masa productos africanos era importante para los colonialistas